# Фочи (Пезаро и Урбино)
Фочи је насеље у Италији у округу Пезаро и Урбино, региону Марке.
Према процени из 2011. у насељу је живело 30 становника. Насеље се налази на надморској висини од 291 м.